# Legame di valenza
La teoria del legame di valenza (VBT, cioè "Valence Bond Theory") è una descrizione del legame chimico basata sulla meccanica quantistica che supera il modello VSEPR, consentendo di calcolare il valore numerico della lunghezza e degli angoli di legame. La teoria VB fu proposta alla fine degli anni venti da Walter Heitler, Fritz London, John Slater e Linus Pauling.

## I legami sigma e pi greco
La teoria VB prevede un processo di “fusione” degli orbitali degli atomi che compongono una molecola. Fondamentalmente, i principi di base che regolano la sovrapposizione degli orbitali sono due:
1. i legami si formano quando si appaiano gli elettroni degli orbitali dello strato di valenza;
2. gli orbitali possono sovrapporsi frontalmente dando luogo a legami {\displaystyle \sigma } oppure lateralmente dando luogo a legami {\displaystyle \pi }.

Un legame semplice è di tipo sigma, un legame doppio è costituito da un sigma e un pi greco, un legame triplo da un sigma e due pi greco. La sovrapposizione laterale che genera un legame pi greco rende la molecola resistente alla torsione, genera un legame più debole dei legami sigma e fa sì che atomi di raggio grande (dal periodo 3 in poi) possano instaurare legami multipli solo raramente.

## Esempi
Consideriamo la molecola più semplice, cioè quella di idrogeno gassoso {\displaystyle H_{2}}. Il legame che tiene uniti i due atomi H è il risultato della sovrapposizione dei loro orbitali 1s: quando gli atomi si avvicinano, la distribuzione elettronica intorno ai due atomi è un legame sigma (sovrapposizione frontale). I due elettroni degli atomi si appaiano, cioè presentano spin antiparalleli, e si può immaginare che essi si espandano nella regione determinata dalla fusione degli orbitali: la densità elettronica maggiore si osserva nello spazio internucleare, così che l'attrazione elettrostatica tra i nuclei e gli elettroni tenga unita la molecola.
La molecola di azoto {\displaystyle N_{2}} presenta invece un legame triplo, dato da una sovrapposizione sigma e due pi greco. Infatti lo strato di valenza dell'azoto prevede un elettrone in ciascuno dei tre orbitali 2p ({\displaystyle 2s^{2}2p_{x}^{1}2p_{y}^{1}2p_{z}^{1}}), quindi in {\displaystyle N_{2}} ci sarà una sovrapposizione frontale di due orbitali {\displaystyle 2p_{z}} e due sovrapposizioni laterali di {\displaystyle 2p_{x}} e {\displaystyle 2p_{y}}.

## Perfezionamento della teoria VB
Non sempre è possibile spiegare i legami chimici solo attraverso le regole sopra esposte. Un esempio classico è la molecola di metano, {\displaystyle CH_{4}}. L'atomo di carbonio C ha configurazione {\displaystyle [He]2s^{2}2p_{x}^{1}2p_{y}^{1}} e poiché i due elettroni in 2s sembrano già appaiati, il carbonio dovrebbe avere valenza 2 e quindi potrebbe dar luogo solo a 2 legami covalenti. In realtà il carbonio ha valenza 4, come dimostra l'esistenza del metano. Per perfezionare la teoria VB, quindi, occorre ammettere che gli orbitali atomici possano combinarsi generando i cosiddetti orbitali ibridi. Ad esempio nell'atomo C i quattro orbitali {\displaystyle 2s,2p_{x},2p_{y},2p_{z}} possono “interferire”, formando quattro orbitali ibridi isoenergetici e differenti solo per orientazione.